# Otto IV (hrabia Ravensbergu)
Otto IV (zm. w 1328) – hrabia Ravensbergu od 1305/1306.

## Życiorys
Otto był synem hrabiego Ravensbergu Ottona III oraz Jadwigi, córki Bernarda III z Lippe. Początkowo był kanonikiem w Osnabrücku i Münsterze. Odziedziczył po ojcu hrabstwo Ravensbergu. 
Był żonaty z Małgorzatą, córką Henryka z Windeck (syna hrabiego Bergu Adolfa IV). Ich dziećmi byli:
- Jadwiga (zm. 1334), żona księcia Lüneburga Wilhelma,
- Małgorzata (zm. 1389), dziedziczka hrabstwa Ravensbergu i hrabstwa Bergu, żona Gerarda[1].